# Sam Hornish Jr.
Statistiques en NASCAR Cup Series
Dernière mise à jour : 7 août 2013 
Sam Hornish Jr. est un pilote automobile américain né le 2 juillet 1979 à Defiance, dans l'Ohio. Il a été sacré champion national d'IndyCar Series à trois reprises et a remporté les 500 miles d'Indianapolis en 2006.

## Biographie

### Triomphes en IndyCar

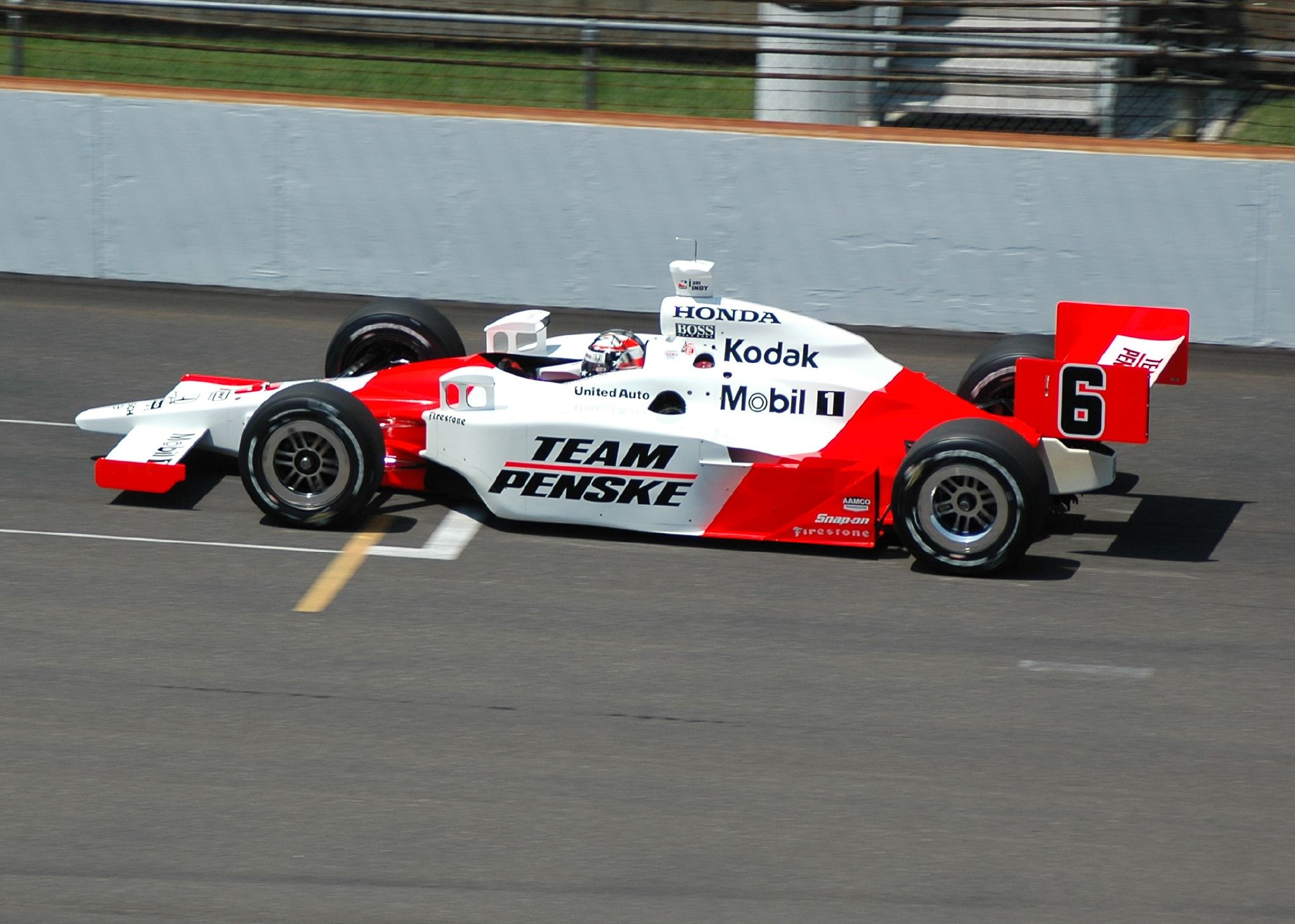
Sam Hornish Jr. lors des essais de l'Indy 500 2007.

Après avoir décroché plusieurs titres nationaux de karting, Sam Hornish accède au sport automobile en 1998, dans le championnat de US Formule 2000, qu'il termine 7e. L'année suivante, il dispute le championnat de Formule Atlantic, sans beaucoup plus de succès compte tenu de la faiblesse de son matériel.
En 2000, Sam Hornish est recruté par l'écurie PDM pour participer à l'Indy Racing League, la série américaine tout ovale, alors dans l'ombre du CART. Ses débuts encourageants lui permettent en 2001 d'être engagé par le Panther Racing. De manière assez inattendue, Hornish Jr domine le championnat et remporte son premier titre IRL. En 2002, l'arrivée dans le championnat IRL de la puissance écurie Penske semble annoncer la fin de la domination d'Hornish, mais au terme d'une lutte acharnée avec le Brésilien Hélio Castroneves, Sam Hornish remporte un deuxième titre consécutif, qui achève de faire de lui la référence des courses américaines sur ovale.
Après une saison 2003 plus délicate (au cours de laquelle il souffre notamment de l'infériorité de son moteur Chevrolet face aux moteurs Honda et Toyota de ses principaux adversaires) mais durant laquelle il confirme tout de même son aisance en piste et son sens de l'attaque, il décide de répondre positivement à l'offre de Penske. Annoncé comme l'un des grands favoris de la saison 2004, Hornish doit pourtant rapidement déchanter, à nouveau en raison de difficultés moteur (cette fois, c'est le moteur Toyota qui peine à rivaliser avec les meilleurs). Mais même s'il s'avère incapable de lutter pour le titre, Hornish n'en continue pas moins d'être régulièrement présent aux avant-postes du peloton.
Toujours chez Penske en 2006, Hornish bénéficie cette fois du moteur Honda, qui permet à son écurie de redevenir l'équipe à battre. Il en profite dès le mois de mai pour vaincre le signe indien qui le poursuivait lors des 500 Miles d'Indianapolis depuis le début de sa carrière. Dominateur lors de toutes les séances d'essais libres, puis auteur de la pole position, il remporte sur l'Indianapolis Motor Speedway la prestigieuse épreuve au terme d'un scénario à suspense puisque après avoir été retardé en fin de course par un arrêt-ravitaillement catastrophique, il ne souffle la victoire au jeune Marco Andretti que dans les tout derniers mètres. Avec trois victoires supplémentaires lors du reste de la saison, il renoue avec le titre de champion qui lui échappait depuis 2002. Terminant le championnat à égalité de points avec Dan Wheldon, ce n'est qu'au bénéfice du plus grand nombre de victoires qu'il est sacré. Moins en verve en 2007, il ne remporte qu'une seule course avant d'annoncer son départ vers la NASCAR.

### Passage en NASCAR

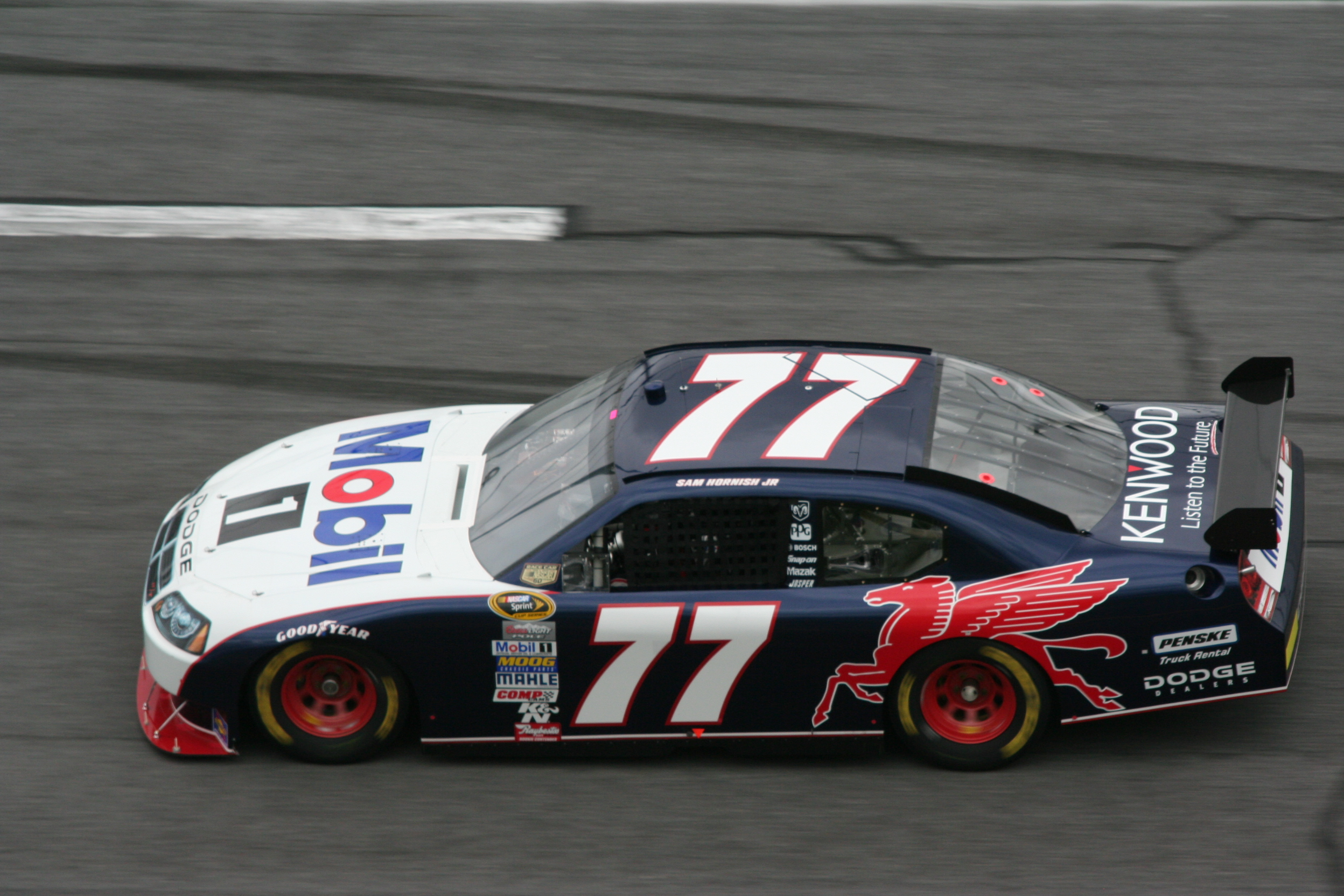
Hornish Jr. sur la Dodge Charger du Team Penske à Daytona en 2008.

Sam Hornish Jr. n'a jamais caché son attrait pour les lucratives et populaires courses de NASCAR. Déjà, à la fin de 2003, lorsqu'il avait quitté le Panther Racing pour le Team Penske, de nombreux observateurs voyaient dans ce transfert avant tout une manière de faciliter sa venue en NASCAR, Penske étant présent dans les deux disciplines. 
La fidélité de Hornish à la monoplace durera tout de même quatre saisons supplémentaires, le temps notamment de remporter les prestigieux 500 miles d'Indianapolis, l'épreuve qu'il lui tenait à cœur de gagner. Il fait ses débuts en NASCAR à la fin de 2006 dans quelques épreuves de Busch Series (sur une voiture engagée par Penske). 
En 2007, parallèlement à son ultime saison en IndyCar, il poursuit son apprentissage des courses de stock car, tant en Busch Series qu'en Nextel Cup (où il multiplie les non-qualifications avant de décrocher enfin sa place sur la grille à l'occasion de la manche de Phoenix en novembre). Malgré des résultats moyennement probants, il passe à temps complet à la NASCAR à partir de la saison 2008. Sam Hornish Jr. quitte la NASCAR Sprint Cup à la fin de la saison 2010 sans avoir fait de grandes impressions. Son meilleur résultat est une quatrième place obtenue en Pennsylvanie en 2009. Durant ces trois années de Sprint Cup, il ne réalise qu'un top 5 et seulement sept top 10 en 116 courses.
En 2011, Sam Hornish Jr. ne prend le départ que de quelques courses de NASCAR Nationwide. Lors de cette même saison Hornish inscrit sa première victoire en Nascar depuis son arrivée en 2006. Il s'impose à Phoenix devant des pilotes réguliers de Sprint Cup (Brad Keselowski, Carl Edwards et Joey Logano).

## Carrière
- 1998: US Formule 2000 (7e du championnat)
- 1999: Formule Atlantic (7e du championnat)
- 2000: IRL chez PDM
- 2001: IRL chez Panther Racing (Champion avec 3 victoires)
- 2002: IRL chez Panther Racing (Champion avec 5 victoires)
- 2003: IRL chez Panther Racing (5e du championnat avec 3 victoires)
- 2004: IRL chez Team Penske (7e du championnat avec 1 victoire)
- 2005: IRL chez Team Penske (3e du championnat avec 2 victoires)
- 2006: IRL chez Team Penske (Champion avec 4 victoires)
- 2007: IRL chez Team Penske (5e du championnat avec 1 victoire)
- 2008: NASCAR chez Team Penske

## Palmarès
- Champion IRL IndyCar Series en 2001, 2002 et 2006
- Poleman des 500 miles d'Indianapolis 2006
- Vainqueur des 500 miles d'Indianapolis 2006

## Résultats aux500 milesd'Indianapolis

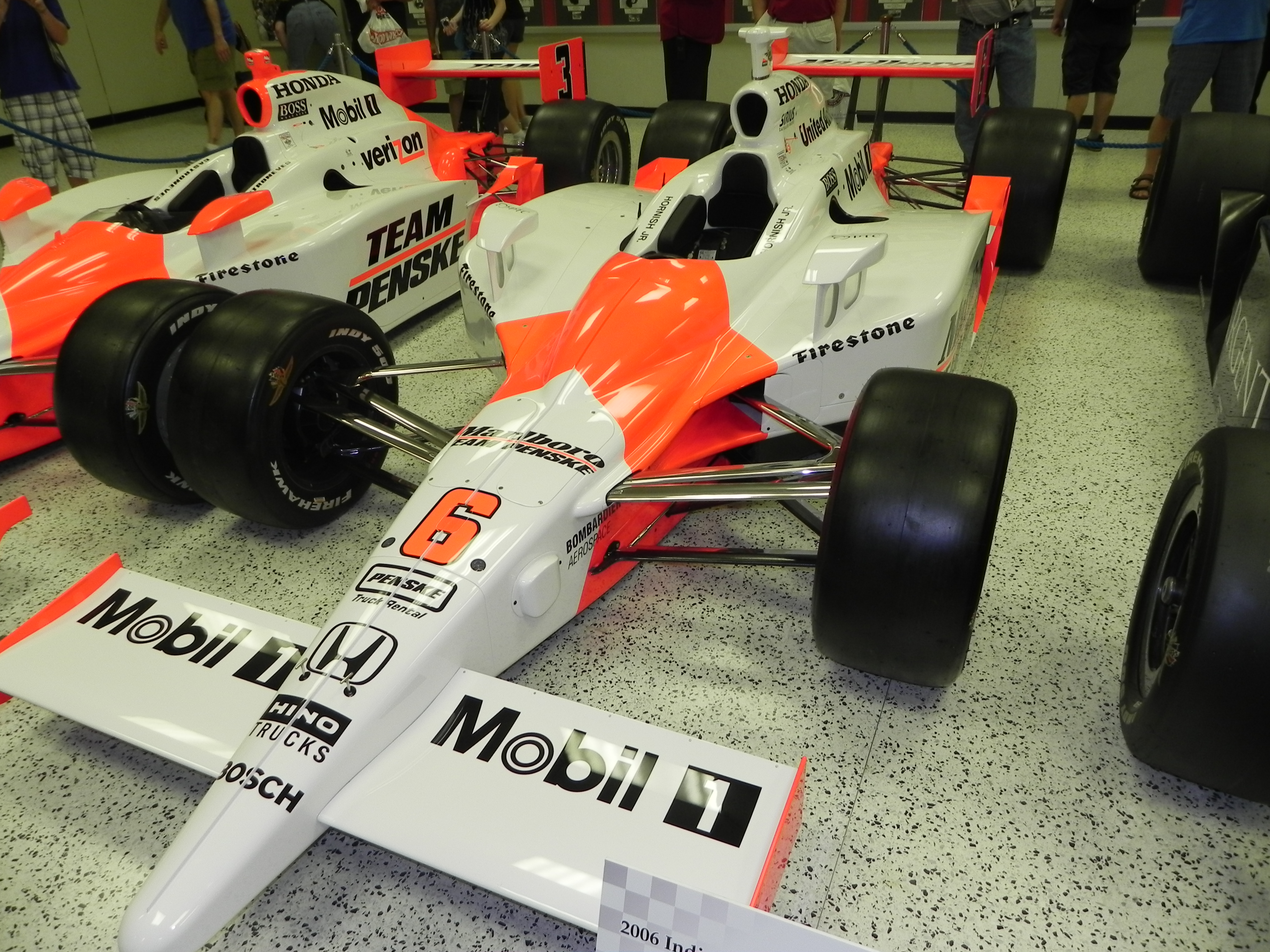
La Dallara-Honda du Penske Racing team vainqueur avec Hornish Jr. de l'Indy 2006 (IMS Hall of Fame Museum).

| Année | Voiture           | Équipe         | Qualification | Résultat      |
| ----- | ----------------- | -------------- | ------------- | ------------- |
| 2000  | Dallara-Aurora    | PDM Racing     | 14e           | 24e (abandon) |
| 2001  | Dallara-Aurora    | Panther Racing | 13e           | 14e           |
| 2002  | Dallara-Chevrolet | Panther Racing | 7e            | 25e           |
| 2003  | Dallara-Chevrolet | Panther Racing | 18e           | 15e           |
| 2004  | Dallara-Toyota    | Team Penske    | 11e           | 26e (abandon) |
| 2005  | Dallara-Toyota    | Team Penske    | 2e            | 23e (abandon) |
| 2006  | Dallara-Honda     | Team Penske    | Pole          | Vainqueur     |
| 2007  | Dallara-Honda     | Team Penske    | 5e            | 4e            |

## Référence
1. ↑  (en) « Sam Hornish, Jr. Official Biography », Penske Racing (consulté le 25 août 2012)